# Andaspis incisor
Andaspis incisor är en insektsart som först beskrevs av Green 1916.  Andaspis incisor ingår i släktet Andaspis och familjen pansarsköldlöss. Inga underarter finns listade i Catalogue of Life.